# ヘンリー・グラス
ヘンリー・グラス（Henry Glaß、1953年2月15日 - ）は、東ドイツ、Rodewisch出身の元スキージャンプ選手で現在は指導者。1970年代に活躍した。父親のゲルハルト・グラス(Gerhard Glaß)はノルディック複合選手として1956年コルチナ・ダンペッツオオリンピックに出場した。

## プロフィール
グラスは18歳で出場した1971-1972シーズンのジャンプ週間で総合2位となって頭角を現した。
ジャンプ週間では1979-1980シーズンにも総合2位になっている。
彼の最もよく知られた実績としては、1976年のインスブルックオリンピック 90m級個人で銅メダルを獲得したことが挙げられる。
また1977年のスキーフライング世界選手権（ノルウェー、ヴィケルスン）で銅メダル、1978年のノルディックスキー世界選手権（フィンランド、ラハティ）で70m級個人銀メダルをそれぞれ獲得している。
その他東ドイツ選手権 では1980年に90m級、1981年に70m級で優勝、
1975年と1980年の70m級と1977年の90m級で2位、1973年70m級で3位となっている。
スキージャンプ・ワールドカップでは2位と3位が1回ずつで優勝経験は無い。
現在はドイツスキー連盟ナショナルAチームのコーチを務めている。